# باشگاه فوتبال دوچرخه‌سواران در فصل ۱۳۲۵
باشگاه فوتبال دوچرخه‌سواران در فصل ۱۳۲۵ نخستین سال حضور این باشگاه، که امروزه با نام استقلال شناخته می‌شود، در فوتبال ایران و نخستین حضور آن‌ها در مسابقات رسمی بود. تیم دوچرخه‌سواران در فصل ۲۶–۱۳۲۵ در مسابقات قهرمانی باشگاه‌های تهران ۱۳۲۵ و جام حذفی تهران ۱۳۲۵ شرکت کرد و در مجموع در این فصل دوازده بازی، ۹ بازی در مسابقات قهرمانی تهران و سه بازی در جام حذفی تهران انجام داد و موفق به کسب مقام نایب قهرمانی در لیگ تهران و نایب قهرمانی  در جام حذفی تهران شد.

## پیش زمینه
باشگاه در حالی فصل را آغاز کرد که تازه در اسفند ماه سال قبل شکل گرفته بود و تا پیش از آغاز این فصل تنها در تعدادی دیدار دوستانه حاضر شده بود و هنوز در هیچ دیدار رسمی‌ای به میدان نرفته بود. در آبان ماه مسابقات فوتبال دسته‌های آزاد تهران تصویب شد و باشگاه نیز در این مسابقات شرکت کرد.

## اعضای باشگاه

### بازیکنان
| فهرست بازیکنان کلوب دوچرخه‌سواران در فصل ۱۳۲۵ | فهرست بازیکنان کلوب دوچرخه‌سواران در فصل ۱۳۲۵ | فهرست بازیکنان کلوب دوچرخه‌سواران در فصل ۱۳۲۵ | فهرست بازیکنان کلوب دوچرخه‌سواران در فصل ۱۳۲۵ | فهرست بازیکنان کلوب دوچرخه‌سواران در فصل ۱۳۲۵ | فهرست بازیکنان کلوب دوچرخه‌سواران در فصل ۱۳۲۵ | فهرست بازیکنان کلوب دوچرخه‌سواران در فصل ۱۳۲۵ | فهرست بازیکنان کلوب دوچرخه‌سواران در فصل ۱۳۲۵ | فهرست بازیکنان کلوب دوچرخه‌سواران در فصل ۱۳۲۵ |
| شماره پیراهن                                 | نام                                          | ملیت                                         | پست                                          | تاریخ تولد (سن)                              | شروع قرارداد                                 | پایان قرارداد                                | از تیم                                       | یادداشت                                      |
| -------------------------------------------- | -------------------------------------------- | -------------------------------------------- | -------------------------------------------- | -------------------------------------------- | -------------------------------------------- | -------------------------------------------- | -------------------------------------------- | -------------------------------------------- |
| ۱                                            | پیر کارلو                                    | ایران · لهستان                               | دروازه‌بان                                    |                                              | ۱۳۲۴                                         |                                              |                                              |                                              |
|                                              | علی دانایی‌فرد                                | ایران                                        | مدافع                                        | ۲ مهر ۱۳۰۰ (۲۵ سال)                          | ۱۳۲۴                                         |                                              |                                              | سرمربی                                       |
|                                              | پرویز عمواوغلی                               | ایران                                        | مدافع                                        |                                              | ۱۳۲۴                                         |                                              | شهاب                                         |                                              |
|                                              | هژبریان                                      | ایران                                        | مدافع                                        |                                              | ۱۳۲۴                                         |                                              |                                              |                                              |
|                                              | حسین حراج‌چی                                  | ایران                                        | هافبک                                        |                                              | ۱۳۲۴                                         |                                              |                                              |                                              |
|                                              | تفرشی                                        | ایران                                        | هافبک                                        |                                              | ۱۳۲۴                                         |                                              |                                              |                                              |
|                                              | آشوت آوتیان                                  | ایران                                        | هافبک                                        |                                              | ۱۳۲۴                                         |                                              |                                              |                                              |
|                                              | پطرس باباجان                                 | ایران                                        | مهاجم                                        |                                              | ۱۳۲۴                                         |                                              |                                              |                                              |
|                                              | محمد جاودان                                  | ایران                                        | مهاجم                                        | اردیبهشت ۱۳۰۲ (۲۳ سال)                       | ۱۳۲۴                                         |                                              | نادر                                         | کاپیتان                                      |
|                                              | احمد صمدیان                                  | ایران                                        | مهاجم                                        |                                              | ۱۳۲۴                                         |                                              |                                              |                                              |
|                                              | حسن‌علی منصور                                 | ایران                                        | مهاجم                                        | ۲۳ فروردین ۱۳۰۲ (۲۳ سال)                     | ۱۳۲۴                                         |                                              |                                              |                                              |

| مربیان        | مربیان |
| نام           | سمت    |
| ------------- | ------ |
| علی دانایی‌فرد | سرمربی |

| مدیران         | مدیران         |
| نام            | سمت            |
| -------------- | -------------- |
| پرویز خسروانی  | مدیر عامل      |
| علی دانایی‌فرد  | عضو هیئت مدیره |
| گرائیلی        | عضو هیئت مدیره |
| سیدآقا جلالی   | عضو هیئت مدیره |
| پرویز عمواوغلی | عضو هیئت مدیره |

## دوستانه و پیش‌فصل
نخستین بازی‌ای که در این فصل برای تیم دوچرخه‌سواران ثبت شده که نخستین بازی تاریخ باشگاه استقلال نیز هست، یک دیدار دوستانه در مقابل تیم گیو بندر انزلی است که در ۳۰ فروردین ۱۳۲۵ در ورزشگاه امجدیه تهران انجام شد و با پیروزی ۱–۰ باشگاه پایان یافت. دوچرخه‌سواران پس از این بازی در بهار ۱۳۲۵ چند بازی دوستانه دیگر نیز برگزار کرد.
| ۳۰ فروردین ۱۳۲۵ دوستانه ۱                                                                    | دوچرخه‌سواران | ۱–۰ | گیو بندرانزلی | تهران           |
|                                                                                              |              |     |               | ورزشگاه: امجدیه |
| یادداشت: نخستین بازی ثبت شده در تاریخ برای باشگاه تاج تهران که بعدا به استقلال تغییر نام داد |              |     |               |                 |

| ۲۵ اردیبهشت ۱۳۲۵ دوستانه ۲ | دوچرخه‌سواران | ۰–۳ | منتخب آبادان | تهران           |
|                            |              |     |              | ورزشگاه: امجدیه |

| ۹ تیر ۱۳۲۵ دوستانه ۴ | دوچرخه‌سواران | ۲–۰ | منتخب دماوند و آرارات | تهران           |
|                      |              |     |                       | ورزشگاه: امجدیه |

## مرور فصل

بازیکنان دوچرخه‌سواران در جشن ۴ آبان ۱۳۲۵ در ورزشگاه امجدیه

### قهرمانی باشگاه‌های تهران
دوچرخه‌سواران از آذر ماه در مسابقات جام باشگاه‌های تهران ۱۳۲۵ شرکت کردند، بر اساس قرعه‌کشی انجام شده آن‌ها در مرحله مقدماتی در گروه الف با هشت تیم دیگر هم گروه شدند و در پایان در موفق به صعود از گروه خود و نهایتاً صعود به دیدار فینال شدند. در دیدار نهایی که در چهارم بهمن ماه انجام شد در مقابل تیم سرباز قرار گرفتند که آن بازی را واگذار کردند و به مقام نائب قهرمانی رضایت دادند. دوچرخه‌سواران در چارچوب هفته نخست قهرمانی باشگاه‌های تهران در برابر تیم سرباز قرار گرفتند که بازی را با نتیجه ۳–۱ واگذار کردند. این نخستین بازی رسمی تاریخ باشگاه بود. در چهارم بهمن ماه آن‌ها در دیدار نهایی قهرمانی باشگاه‌های تهران در برابر تیم سرباز قرار گرفتند که با شکست در آن بازی به مقام نائب قهرمانی مسابقات قهرمانی باشگاه‌های تهران ۱۳۲۵ رسیدند.

### جام حذفی تهران
باشگاه دوچرخه‌سواران از هجده بهمن در جام حذفی تهران، که به نوشته روزنامه شرق در آن سال برای نخستین بار برگزار می‌شد، شرکت کرد. این تیم در مرحله نخست برابر تیم فاتح قرار گرفت و به پیروزی رسید. در مرحله نیمه‌نهایی در برابر شاهین صف‌آرایی کرد و به پیروزی ۰–۲ رسید تا در دیدار نهایی به مصاف دارایی برود. دیدار فینال با پیروزی ۱–۲ دارایی همراه بود تا دوچرخه‌سواران در جام حذفی تهران هم به مقام دومی برسد.

## رقابت‌ها

### قهرمانی باشگاه‌های تهران
| ۸ آذر ۱۳۲۵ ۱                           | دوچرخه‌سواران | ۱–۳ | سرباز | تهران           |
|                                        |              |     |       | ورزشگاه: امجدیه |
| یادداشت: نخستین بازی رسمی تاریخ باشگاه |              |     |       |                 |

| ۱۹ آذر ۱۳۲۵ ۲ | دوچرخه‌سواران | ۲–۰ | دارایی | تهران           |
| |              |     |        | ورزشگاه: امجدیه |
| یادداشت: این بازی ابتدا در روز ۱۵ آذر برگزار شد و در حالی که بازی با نتیجه ۱ بر ۱ در جریان بود به علت شرایط بد جوی نیمه تمام ماند و در روز ۱۹ آذر بازی تکرار شد و با نتیجه ۲ بر ۰ به سود دوچرخه‌سواران به پایان رسید. |              |     |        |                 |

| ۲۲ آذر ۱۳۲۵ ۳ | دوچرخه‌سواران | ۱–۱ | شاهین | تهران           |
|               |              |     |       | ورزشگاه: امجدیه |

| ۶ دی ۱۳۲۵ ۴                                                                                           | دوچرخه‌سواران | ؟–؟ | سربازجوان | تهران           |
| |              |     |           | ورزشگاه: امجدیه |
| یادداشت: در منابع موجود به نتیجه دقیق این بازی اشاره‌ای نشده است و تنها برد تیم دوچرخه سواران ثبت شده. |              |     |           |                 |

| ۲۰ دی ۱۳۲۵ ۵                                                                                          | دوچرخه‌سواران | ؟–؟ | میهن‌پرور | تهران           |
| |              |     |          | ورزشگاه: امجدیه |
| یادداشت: در منابع موجود به نتیجه دقیق این بازی اشاره‌ای نشده است و تنها برد تیم دوچرخه سواران ثبت شده. |              |     |          |                 |

| ۲۷ دی ۱۳۲۵ ۶ | دوچرخه‌سواران | ۱–۰ | شرق | تهران           |
|              |              |     |     | ورزشگاه: امجدیه |

| ۳ بهمن ۱۳۲۵ ۷                                                                                         | دوچرخه‌سواران | ؟–؟ | عقاب | تهران           |
| |              |     |      | ورزشگاه: امجدیه |
| یادداشت: در منابع موجود به نتیجه دقیق این بازی اشاره‌ای نشده است و تنها برد تیم دوچرخه سواران ثبت شده. |              |     |      |                 |

| ۱۰ بهمن ۱۳۲۵ ۸ | دوچرخه‌سواران | ؟–؟ | بانک ملی | تهران           |
| |              |     |          | ورزشگاه: امجدیه |
| یادداشت: در منابع موجود به نتیجه دقیق این بازی اشاره‌ای نشده است و تنها برد تیم دوچرخه سواران ثبت شده. تاریخ ثبت شده بازی نیز احتمالی است. |              |     |          |                 |

| ۱۴ بهمن ۱۳۲۵ دیدار نهایی                          | دوچرخه‌سواران | ؟–؟ | سرباز | تهران           |
|                                                   |              |     |       | ورزشگاه: امجدیه |
| یادداشت: تاریخ ثبت شده برای این بازی احتمالی است. |              |     |       |                 |

### جام حذفی تهران
| ۱۸ بهمن ۱۳۲۵ یک چهارم نهایی                       | دوچرخه‌سواران | ۳–۰ | فاتح | تهران           |
|                                                   |              |     |      | ورزشگاه: امجدیه |
| یادداشت: تاریخ ثبت شده برای این بازی احتمالی است. |              |     |      |                 |

| ۲۶ بهمن ۱۳۲۵ نیمه نهایی                           | دوچرخه‌سواران | ۱–۰ | شاهین | تهران           |
|                                                   |              |     |       | ورزشگاه: امجدیه |
| یادداشت: تاریخ ثبت شده برای این بازی احتمالی است. |              |     |       |                 |

| ۳ اسفند ۱۳۲۵ دیدار نهایی | دوچرخه‌سواران    | ۱–۲ | دارایی                                | تهران           |
|                          | محمد جاودان ۴۵' |     | حیدر داناییان ۳۰' · ذبیح‌اله خبیری ۶۰' | ورزشگاه: امجدیه |

## آمار

بازیکنان دوچرخه‌سواران و دارایی در جریان دیدار نهایی جام حذفی تهران ۱۳۲۵

| رقابت                    | اولین بازی   | آخرین بازی   | شروع دور       | جایگاه نهایی | آمار | آمار | آمار | آمار | آمار | آمار | آمار | آمار  |
| رقابت                    | اولین بازی   | آخرین بازی   | شروع دور       | جایگاه نهایی | بازی | ب    | ت    | ش    | گ‌ز   | گ‌خ   | ت‌گ   | % برد |
| ------------------------ | ------------ | ------------ | -------------- | ------------ | ---- | ---- | ---- | ---- | ---- | ---- | ---- | ----- |
| جام باشگاه‌های تهران ۱۳۲۵ | ۸ آذر ۱۳۲۵   | ۱۴ بهمن ۱۳۲۵ | هفته ۱         | نایب‌قهرمان   | ۹    | ۶    | ۱    | ۲    | ۵    | ۴    | ۱+   | ۰۶۷   |
| جام حذفی تهران ۱۳۲۵      | ۱۸ بهمن ۱۳۲۵ | ۳ اسفند ۱۳۲۵ | یک چهارم نهایی | نایب‌قهرمان   | ۳    | ۲    | ۰    | ۱    | ۶    | ۲    | ۴+   | ۰۶۷   |
| مجموع                    | مجموع        | مجموع        | مجموع          | مجموع        | ۱۲   | ۸    | ۱    | ۳    | ۱۱   | ۶    | ۵+   | ۰۶۷   |

منبع: رقابت‌ها